# Аліївка (зупинний пункт)
Алíївка — пасажирський залізничний зупинний пункт Знам'янської дирекції Одеської залізниці на лінії Знам'янка — Користівка між зупинними пунктами Морозівка (7 км) та Протопопівка (3 км). Розташований неподалік села Оліївка Олександрійського району Кіровоградської області.

## Історія
Відкритий 1915 року. 1962 року електрифікований змінним струмом (~ 25 кВ) в складі дільниці Знам'янка — П'ятихатки.

## Пасажирське сполучення
На платформі Аліївка зупиняються приміські потяги.
| № поїзду | Маршрут слідування                      | Курсування |
| -------- | --------------------------------------- | ---------- |
| 6330     | Знам'янка-Пас. — Олександрія            | Щоденно    |
| 6331     | Олександрія — Помічна                   | Щоденно    |
| 6002     | Знам'янка-Пасажирська — П'ятихатки-Пас. | Щоденно    |
| 6663     | Кременчук — Знам'янка-Пасажирська       | Щоденно    |
| 6664     | Знам'янка-Пасажирська — Кременчук       | Щоденно    |
| 6001     | П'ятихатки-Пас. — Знам'янка-Пасажирська | Щоденно    |
| 6334     | Помічна — Олександрія                   | Щоденно    |
| 6329     | Олександрія — Знам'янка-Пасажирська     | Щоденно    |